# Jefferson de Jesus Santos
Jefferson de Jesus Santos (Goiânia, 14 aprile 1993) è un calciatore brasiliano, centrocampista dell'ABC.

## Carriera
Il 6 luglio 2015 viene acquistato a titolo definitivo dalla squadra croata dell'Hajduk Spalato.
Il 5 luglio 2017 viene acquistato a titolo definitivo dalla squadra portoghese del Chaves per 350.000 euro, con cui firma un contratto triennale con scadenza il 30 giugno 2020.